# Tré Turner
* Solo in precampionato o in squadra di allenamento
William Lee Turner III, detto Tré (Greensboro, 21 aprile 2000), è un giocatore di football americano statunitense che ha militato nel ruolo di cornerback nella National Football League (NFL) e che dal 2023 è free agent. Al college ha giocato per la Virginia Tech.

## Carriera universitaria
Turner, originario di Greensboro nella Carolina del Nord, cominciò a mettere in evidenza le sue doti di atleta nella locale Northwest Guilford High School dove giocò sia a basketball che a football. Nel 2018 scelse di iscriversi alla Virginia Tech che vinse la concorrenza dell'Università di Miami e dell'Università della Carolina del Nord a Chapel Hill andando a giocare con gli Hokies che militano nell'Atlantic Coast Conference (ACC) della Divisione I della Football Bowl Subdivision (FBS) della NCAA.
Nel suo primo anno con gli Hokies Turner giocò 12 gare in stagione registrando 26 ricezioni per 535 yard e 4 touchdown. Nella stagione 2019 Turner mise a segno 34 ricezioni da 553 yard e altri 4 touchdown. Nel 2020 Turner, malgrado una serie di infortuni subiti nella stagione per altro appesantita dalla pandemia di COVID-19, collezionò 34 ricezioni per 529 yard e 3 touchdown. Nella stagione 2021 Turner alla settimana 8, contro Georgia Tech, fece 7 ricezioni per 187 yard e 1 touchdown e fu nominato miglior ricevitore della settimana della conference. Turner concluse la stagione con 40 ricezioni per 675 yard, risultando il miglior ricevitore della squadra, e 3 touchdown.
Complessivamente nella sua carriera al college Turner registrò 134 ricezioni per 2.292 yard, posizionandosi al quinto posto nella storia degli Hokies, e realizzando 14 touchdown su ricezione.
Il 1º dicembre 2021 Turner annunciò via social di rinunciare a partecipare alla partita finale della stagione degli Hokies e di candidarsi al Draft NFL 2022.
| Stagione | Stagione      | Stagione   | Stagione   | Stagione | Stagione | Ricezioni | Ricezioni | Ricezioni | Ricezioni | Ricezioni |
| Anno     | Squadra       | Campionato | Conference | P        | PT       | Ric       | Yard      | Media     | Lung      | TD        |
| -------- | ------------- | ---------- | ---------- | -------- | -------- | --------- | --------- | --------- | --------- | --------- |
| 2018     | Virginia Tech | FBS Div. I | ACC        | 12       | 5        | 26        | 535       | 20,6      | 46        | 4         |
| 2019     | Virginia Tech | FBS Div. I | ACC        | 11       | 5        | 34        | 553       | 16,3      | 61        | 4         |
| 2020     | Virginia Tech | FBS Div. I | ACC        | 10       | 10       | 34        | 529       | 15,6      | 55        | 3         |
| 2021     | Virginia Tech | FBS Div. I | ACC        | 11       | 9        | 40        | 675       | 16,9      | 69        | 3         |
| Totale   | Totale        | Totale     | Totale     | 44       | 34       | 134       | 2.292     | 17,1      | 69        | 14        |

Fonte: Football Database
In grassetto i record personali in carriera

## Carriera professionistica

### Las Vegas Raiders
Turner non fu scelto nel corso del Draft NFL 2022 e dopo essere stato inizialmente annunciato come uno dei dieci undrafted free agent scelti dai Minnesota Vikings, Turner decise invece di firmare il 12 maggio 2022 per i Las Vegas Raiders che gli offrirono condizioni contrattuali migliori. Turner firmò un contratto triennale di 2,5 milioni di dollari con bonus alla firma di 5.000 dollari e complessivamente 40.000 dollari garantiti.
Il 16 maggio 2022 i Raiders svincolarono Turner.

### Winnipeg Blue Bombers
Il 15 marzo 2023 Turner firmò con i Winnipeg Blue Bombers della Canadian Football League (CFL). Il 30 maggio 2023 fu svincolato.